# トルネイドース
ザ・トルネイドース（The Tornados）は、1960年代初頭に活動していたイギリスのインストゥルメンタル・バンド。イギリスの名プロデューサー、ジョー・ミークのプロデュースの下、1962年に「テルスター」を爆発的に大ヒットさせた。

## 来歴

### 「テルスター」以前の活動
トルネイドースは、イギリスの名プロデューサー、ジョー・ミークがセッション・ミュージシャンを寄せ集めて、結成された。結成当初はスタジオ・ワークだけを行っていたが、ブリティッシュ・ロック御三家の一人、ビリー・フューリーのバックバンドを担当するようになる。やがて独立し、レコード・デビューも行う。ジョー・ミーク作の「ラヴ・アンド・フューリー」でデビューを果たしたが、ヒットには結び付かず、失敗に終わった。

### 「テルスター」の成功
1962年、トルネイドースとミークに転機が訪れる。同年、テルスター衛星が打ち上げられ、それを記念してミークの手により「テルスター」が作られる。ある夜、自宅にいたミークは、突然神様から授かったかのようにメロディーを思いつき、それを忘れないために手元にあった灰皿にメロディーを書き殴り、そのまま自宅のスタジオのテープレコーダーで自らのハミングでメロディーを記録したという。当時、インストゥルメンタル・バンドには珍しい、オルガンが大部分のソロ・パートを担当するだけではなく、極めて機械的でスペーシーな音を出すクラヴィオリンという楽器が使われている（ただし、フューリーのライブスケジュールの合間の僅かな日程のレコーディングだったため正メンバーのロジャー・ラヴァーンがリードを弾く時間が無く、ミークの主力スタッフであるジェフ・ゴダードが後日演奏している）。それに加え、ミークの、時代を超えたミキシングにより、とても1960年代初頭に作られたとは思えない、極めて宇宙的な楽曲を、ミークとトルネイドースは創り上げてしまったのである。後に、スペース・ロックと呼ばれるジャンルをこの曲で作ったのである。
この曲はこの年の8月17日にまずイギリスで発売され、ちょうどスプートニク1号打ち上げから5周年となる10月4日、イギリス国内のチャート1位を記録、しかし快進撃はこれだけに留まらず、大西洋を越えたアメリカのBillboard Hot 100でも12月22日から3週連続1位を記録した。イギリスの歌手・バンドがアメリカのチャート・トップを独占したという快挙を成し遂げた瞬間でもある。ビートルズもアメリカのチャートに入る前のことである。結局、この曲は日本も含め全世界で500万枚以上を売り上げる大ヒットとなった。
ミークはこの「テルスター」以前にも、ジョン・レイトンの「霧の中のジョニー」をミキシング、プロデュースし、イギリスのチャートの1位を記録したので、「テルスター」は2度目の大成功とも言える。後にザ・ベンチャーズや、事実上ライバル視していたシャドウズ等、多数のグループにカバーされることとなった。

### その後
「テルスター」の大ヒット後も、「グローブトロッター」や「ロボット」でヒットを飛ばす。また、後にミュージック・ビデオと呼ばれる、「スコーピトン・フィルム」も「テルスター」と「ロボット」で作っている。「ロボット」ではメンバーがロボットに扮し、演奏している。
ヒットが出ず、カッティーニ脱退後もメンバーを替え活動していたが、1967年解散。その後、1975年、ベラミー、バート、ラヴァーン、カッティーニの4人で「テルスター」を再録音している。
なお、「テルスター」発表当時のメンバーは最後のカッティーニが脱退した1965年にバート以外の4人が再集結し、ミークが権利を持っていたために「トルネイドース」の名前を使えず「ザ・ジェミニ (The Gemini)」名義でシングル「Spacewalk / Goodbye Joe」を発売している。発売に先駆けてジェミニ4号の飛行でアメリカ初の宇宙遊泳が行われており、グループ名とタイトル曲はこの計画にあやかったものと思われる。

## 「テルスター」録音時のメンバー
ザ・トルネイドースのメンバーは一定せず、メンバーの入れ替わりが顕著である。ここでは「テルスター」の録音時に在籍していたメンバーのみ記載する。
- ジョージ・ベラミー (George Bellamy) - リズム・ギター担当。1962年から1963年まで在籍。
1941年10月8日、タインアンドウィア州サンダーランド生まれ。歌手であったが、新聞でこのグループのオーディションがある事を知り、応募し、合格した。「テルスター」のヒット後は、作曲もこなし、アメリカでヒットした「空を飛ぶ恋」を作曲する。脱退後もセッション・ミュージシャンとして活動する。マシュー・ベラミーの父親である。
- ハインツ・バート (Heinz Burt) - ベース担当。1960年から1963年まで在籍。
詳細は本人の項を参照。

- アラン・キャディ (Alan Caddy) - リード・ギター担当。1962年から1965年まで在籍。
1940年2月2日、ロンドンのチェルシー生まれ。ジョニー・キッド&ザ・パイレーツのリード・ギターを務めた後、トルネイドースに加入。脱退後はプロデューサーやセッション・ミュージシャンとして、ダスティ・スプリングフィールドやプリティ・シングスのバックを務めた。2000年8月16日死去。
- ロジャー・ラヴァーン (Roger LaVern) - ピアノ、キーボード担当。1962年から1965年まで在籍。
1938年11月11日、ウスターシャーのキッダーミンスター生まれ。本名:Roger Keith Jackson。芸名の「ラヴァーン」はラヴァーン・ベイカーから取られた。ラス・コンウェイの様なピアニストになりたいと思っていたが、ミークから誘いを受け、トルネイドースに加入。1963年頃には「ロジャー・ラヴァーン&ザ・ミクロンズ」としての活動も行っている。脱退後はソーシャルワーカーを経て1972年にメキシコに渡りテレビやステージを中心に活動、「銀の狼」の異名を得るなど大人気を博している。1975年にイギリスに戻ってトルネイドースの仲間と再開した後、スクリーミング・ロード・サッチや元シャドウズのジェット・ハリスのマネージャーを経てメキシコに戻り、1978年には48日20時間47分にも渡ってピアノを弾き続けるという世界記録を樹立している。しかし1980年代にデュピュイトラン拘縮を発症して右手が麻痺、手術のために一線を退いた。父親譲りの女たらしでもあり、生涯で披露宴のみで離婚した1回を含め8人の女性と合計9回の結婚を経験している（死去時の最後の妻マリアと2度結婚しているため）。その一方で慈善活動やチャリティーコンサートにも生涯尽力していたという[2]。2013年6月15日死去。
- クレム・カッティーニ (Clem Cattini) - ドラムス担当。1960年から1965年まで在籍。
1938年8月28日、北ロンドンのストーク・ニューイントン生まれ。本名:Clemente Anselmo Arturo Cattini。セッション・ミュージシャンを経てアラン・キャディと同じくジョニー・キッド&ザ・パイレーツに加入。その後、トルネイドースに加入。「テルスター」録音時のメンバーの中で一番長く在籍していた。その後も、1967年にはジェフ・ベック・グループの結成メンバーやセッション・ミュージシャンとして数々のバックを務め、また、加入には至らなかったがレッド・ツェッペリンの結成に当たってドラマー候補にも挙げられている。1980年代にはトルネイドースの再結成にも参加している。

## 代表曲
- 「ラヴ・アンド・フューリー」 - "Love and Fury"
- 「テルスター」 - "Telstar"
- 「グローブトロッター」 - "Globetrotter"
- 「空を飛ぶ恋」 - "Ridin' the wind"
- 「ロボット」 - "Robot"
- 「ドラゴンフライ」 - "Dragonfly"

## ディスコグラフィ

### アルバム
- 『テルスター』 - The Original Telstar – The Sounds of the Tornadoes (1962年、London) ※北米、豪周辺のみリリース。全米45位[3]
- 『アウェイ・フロム・イット・オール』 - Away from It All (1963年、Decca)
- We Want Billy! (1963年、Decca) ※with ビリー・フューリー。ライブ・アルバム。全英14位[4]
- The World of the Tornados (1972年、Decca)
- Remembering... the Tornados (1976年、Decca)
- Away From It All (1994年、Deram)
- The EP Collection (1996年、See for Miles)
- Tornados Now (1997年、Startel)
- Telstar (1999年、Castle Pie)
- Science Fiction (2007年、Secret)